# Științifico-fantastic moale
Soft science fiction, sau soft SF, este o categorie de science-fiction cu două definiții diferite, definite în contrast cu hard science fiction. Se poate referi la science-fiction care explorează științele „soft” (ex . psihologie, științe politice, antropologie), spre deosebire de hard science fiction, care explorează științele „hard” (ex . fizica, astronomia, biologia). Se poate referi, de asemenea, la science-fiction, care acordă prioritate emoțiilor umane față de acuratețea științifică sau plauzibilitatea hard science fiction.
Ursula K. Le Guin, una dintre scriitorii semnificativi de soft science fiction.
Science-fictionul soft de orice tip este adesea mai preocupat de societățile speculative și de relațiile dintre personaje, decât de știința sau inginerie speculativă. Termenul a apărut pentru prima dată la sfârșitul anilor 1970 și este atribuit savantului literar australian Peter Nicholls⁠(en)[traduceți]. 

## Definiție
Peter Nicholls este prima persoană atestată că a folosit termenul soft science fiction.
În The Encyclopedia of Science Fiction, Peter Nicholls scrie că „soft SF” este „un articol nu foarte precis al terminologiei SF” și că contrastul dintre hard și soft este „uneori ilogic”. De fapt, granițele dintre „dure” și „moale” nu sunt nici definite, nici convenite la nivel universal, așa că nu există un standard unic de „duritate” sau „moliciunea” științifică. Unii cititori ar putea considera orice abatere de la posibil sau probabil (de exemplu, inclusiv călătorii mai rapide decât viteza luminii sau puteri paranormale) ca fiind un semn de „moliciunea”. Alții ar putea vedea accentul pus pe caracter sau implicațiile sociale ale schimbării tehnologice (oricât de posibil sau probabil) ca o abatere de la problemele știință-inginerie-tehnologie care, în opinia lor, ar trebui să fie în centrul SF-ului dur. Având în vedere această lipsă de standarde obiective și bine definite, „soft science fiction” nu indică un gen sau un subgen al SF, ci o tendință sau o calitate – un pol al unei axe care are „hard science fiction”.
În Brave New Words, subtitrat The Oxford Dictionary of Science Fiction, soft science fiction are două definiții. Prima definiție este ficțiunea care se concentrează în primul rând pe progrese sau extrapolări ale științelor soft; adica științele sociale și nu știintele naturii. A doua definiție este science fiction în care știința nu este importantă pentru poveste.